# 50th Street (Eighth Avenue Line)
50th Street är en tunnelbanestation i New Yorks tunnelbana, som ligger centralt på 50th Street och Eighth Avenue vid Hell's Kitchen, Midtown Manhattan. Stationen invigdes 1932 på Eighth Avenue Line och har två plan. Övre planet har 4 spår där 2 spår används av passerande expresståg och stationens nedre plan har 2 spår.

## Bildgalleri

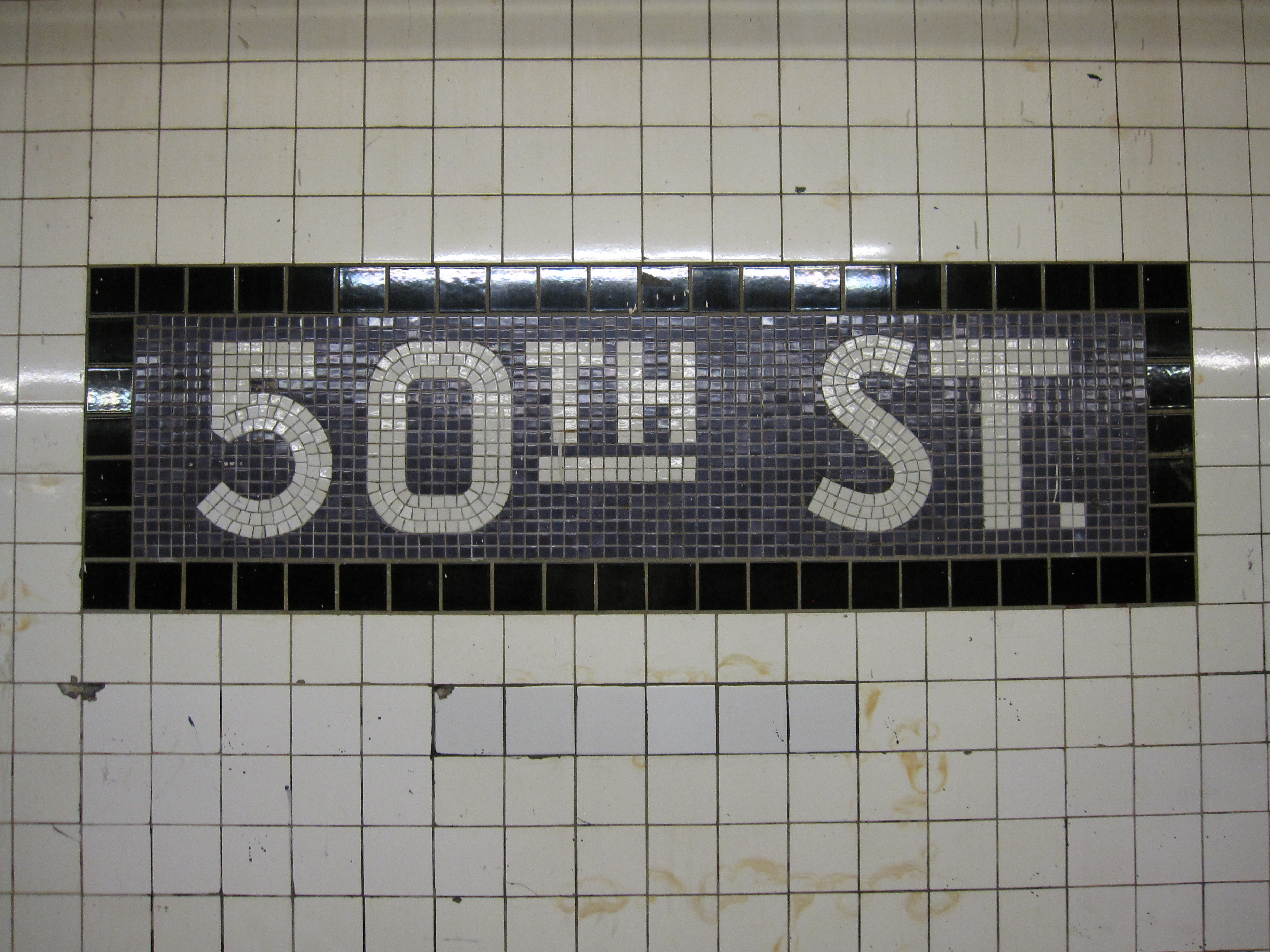
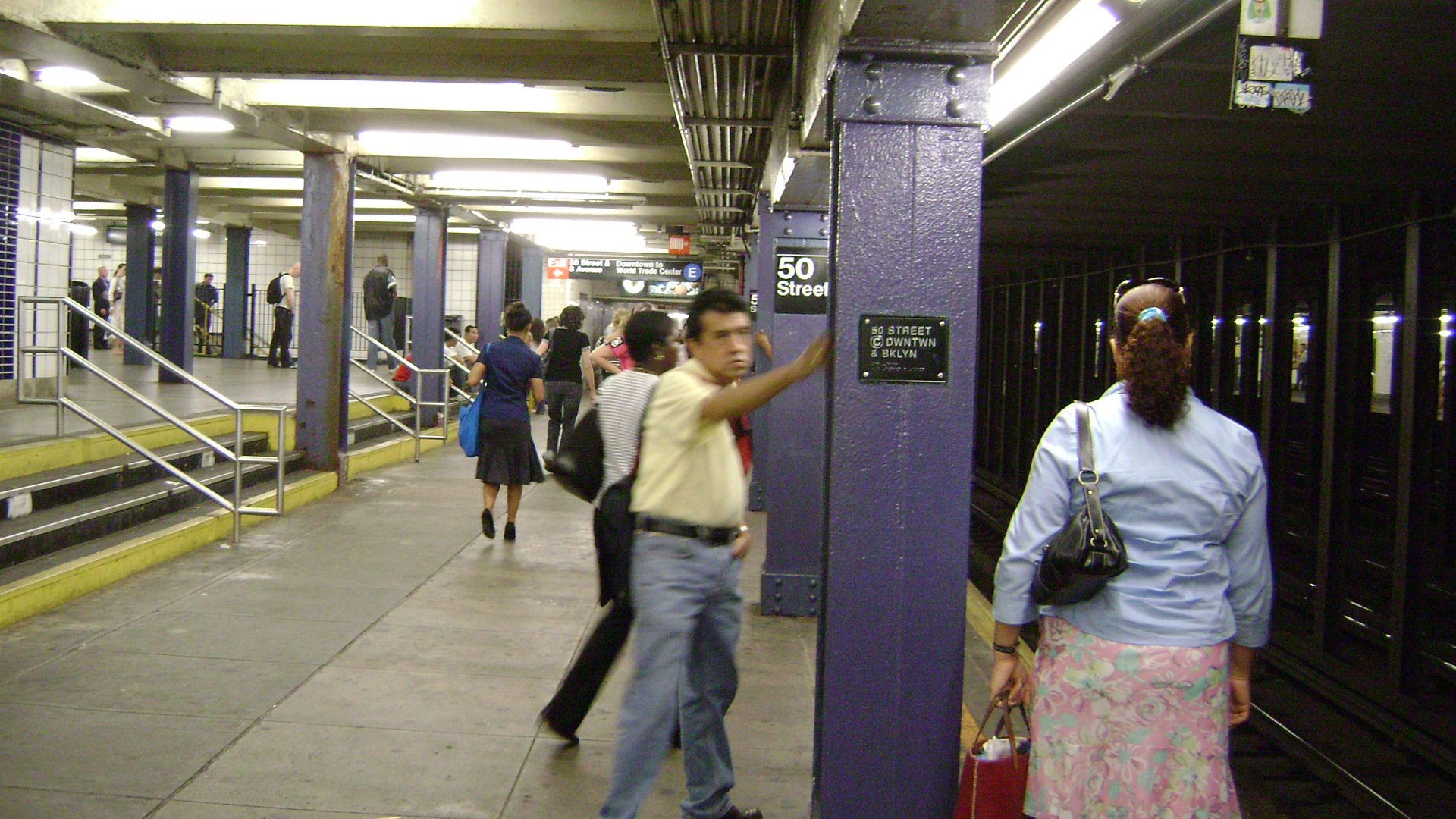
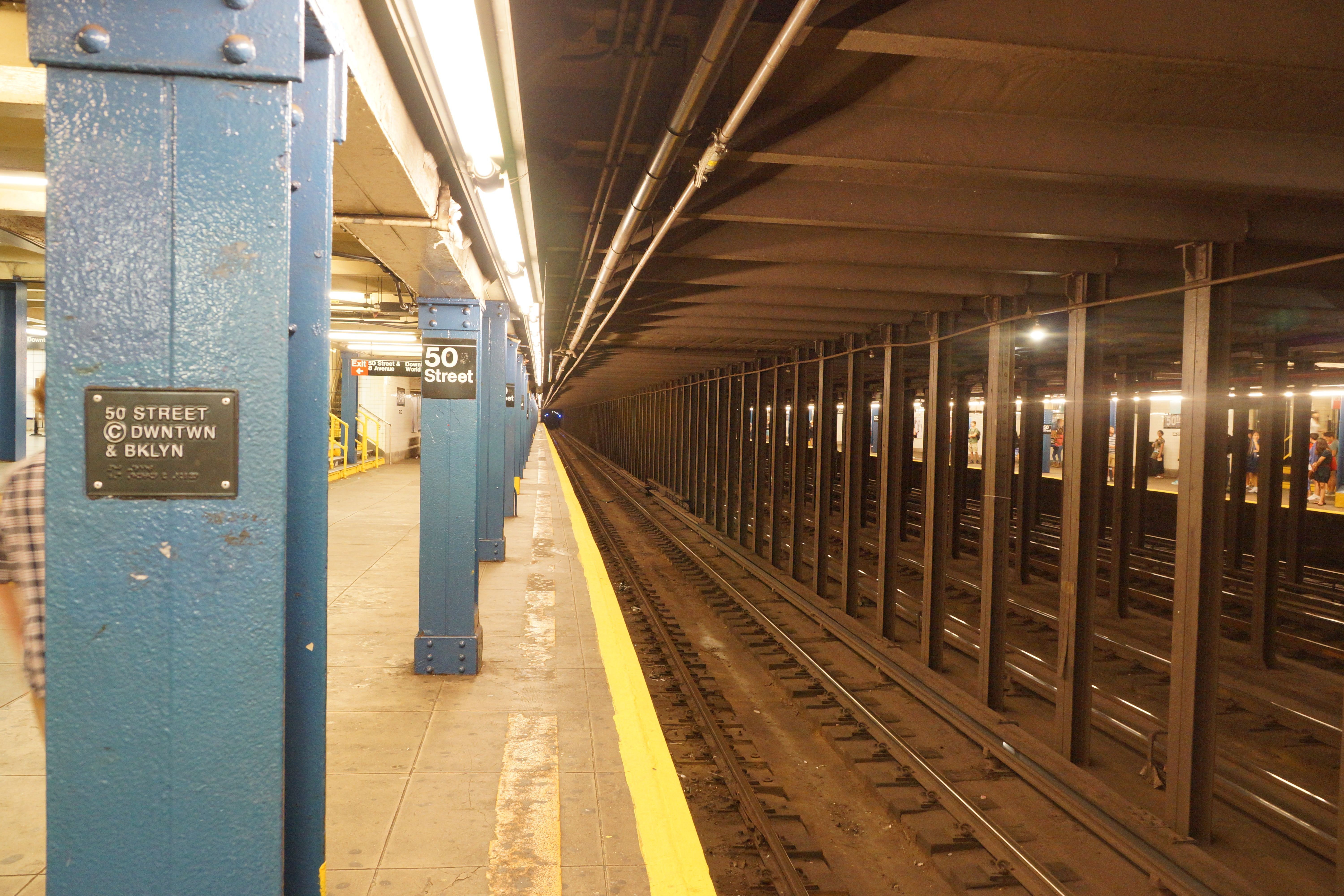
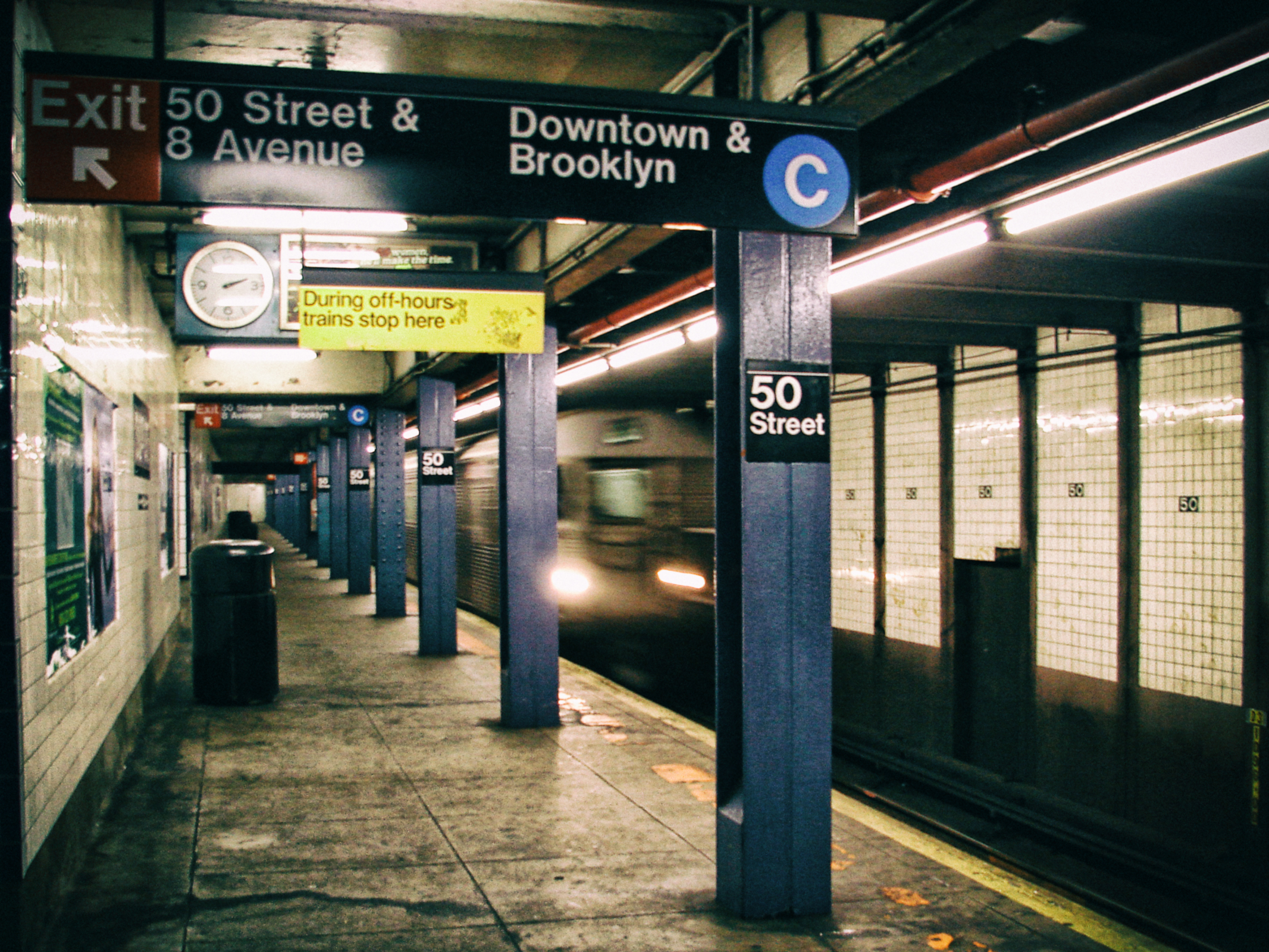